# FCB (Werbeagentur)
FCB ist eine Werbeagentur mit Sitz in Chicago und New York, die als Lord & Thomas gegründet wurde. Der Name FCB geht auf die drei ehemaligen Lord-&-Thomas-Manager Emerson H. Foote, Fairfax Cone und Don Belding zurück, die das Unternehmen 1942 kauften und in Foote, Cone & Belding umbenannten.
Am 1. Juni 2006 fusionierten der Direktmarketingspezialist Draft Worldwide und die Agenturgruppe FCB International. Daraus ging Draftfcb Worldwide hervor. Seit März 2014 heißt Draftfcb Worldwide wieder FCB. Die Agentur ist in mehr als 80 Ländern vertreten und beschäftigt weltweit über 8.000 Mitarbeiter. Die Gruppe gehört zur US-Holding Interpublic Group of Companies Inc. (IPG). In FCB ist auch die erste deutsche Werbeagentur Central-Annoncen-Bureau William Wilkens, die 1876 von William Alexander Wilkens gegründet wurde, aufgegangen.